# Mistrzostwa świata w fistballu mężczyzn
Mistrzostwa świata w fistballu mężczyzn (ang. Fistball World Championships) – międzynarodowy turniej fistballu organizowany przez Międzynarodową Federację Fistballu (IFA) dla męskich reprezentacji narodowych. Pierwsze mistrzostwa odbyły się w dniach 6-9 lipca 1968 roku w austriackim Linzu. Rozgrywki odbywają się od 1995 regularnie co 4 lata. Najwięcej tytułów zdobyła reprezentacja Niemiec.

## Wyniki
| Rok  | Organizator             | T  |  | Zwycięzca | II miejsce | III miejsce |  | Uwagi     |
| 1968 | Linz, Austria           | 1  |  | RFN       | Austria    | NRD         |  | ? drużyn  |
| 1972 | Schweinfurt, RFN        | 2  |  | RFN       | Brazylia   | Austria     |  | ? drużyn  |
| 1976 | Novo Hamburgo, Brazylia | 3  |  | RFN       | Brazylia   | Austria     |  | ? drużyn  |
| 2019 | St. Gallen, Szwajcaria  | 4  |  | RFN       | Austria    | Brazylia    |  | ? drużyn  |
| 1982 | Hannover, RFN           | 5  |  | RFN       | Brazylia   | Szwajcaria  |  | ? drużyn  |
| 1986 | Buenos Aires, Argentyna | 6  |  | RFN       | Austria    | Brazylia    |  | ? drużyn  |
| 1990 | Vöcklabruck, Austria    | 7  |  | RFN       | Austria    | Brazylia    |  | ? drużyn  |
| 1992 | Llanquihue, Chile       | 8  |  | Niemcy    | Austria    | Brazylia    |  | ? drużyn  |
| 1995 | Windhuk, Namibia        | 9  |  | Niemcy    | Szwajcaria | Austria     |  | ? drużyn  |
| 1999 | Olten, Szwajcaria       | 1  |  | Brazylia  | Niemcy     | Austria     |  | ? drużyn  |
| 2003 | Porto Alegre, Brazylia  | 2  |  | Brazylia  | Niemcy     | Austria     |  | ? drużyn  |
| 2007 | Oldenburg, Niemcy       | 1  |  | Austria   | Brazylia   | Niemcy      |  | ? drużyn  |
| 2011 | Wiedeń, Austria         | 10 |  | Niemcy    | Austria    | Brazylia    |  | 12 drużyn |
| 2015 | Córdoba, Argentyna      | 11 |  | Niemcy    | Szwajcaria | Austria     |  | 14 drużyn |
| 2019 | Winterthur, Szwajcaria  | 12 |  | Niemcy    | Austria    | Brazylia    |  | 18 drużyn |
| 2023 | Mannheim, Niemcy        | 13 |  | Niemcy    | Austria    | Brazylia    |  | 16 drużyn |

## Klasyfikacja medalowa
W dotychczasowej historii Mistrzostw świata na podium oficjalnie stawało w sumie 5 drużyn. Liderem klasyfikacji są Niemcy, którzy zdobyli 13 tytułów mistrzowskich.
Stan na lipiec 2024.
| Lp. | Reprezentacja | Miejsca na podium | Miejsca na podium | Miejsca na podium | Zwycięskie sezony |   |   |                                                                              |
| --- | ------------- | ----------------- | ----------------- | ----------------- | ----------------- | - | - | ---------------------------------------------------------------------------- |
| Lp. | Reprezentacja | 1.                | Niemcy            | 13                | Zwycięskie sezony | 2 | 1 | 1968, 1972, 1976, 1979, 1982, 1986, 1990, 1992, 1995, 2011, 2015, 2019. 2023 |
| 2.  | Brazylia      | 2                 | 4                 | 7                 | 1999, 2003        |   |   |                                                                              |
| 3.  | Austria       | 1                 | 8                 | 6                 | 2007              |   |   |                                                                              |
| 4.  | Szwajcaria    | 0                 | 2                 | 1                 |                   |   |   |                                                                              |
| 5.  | NRD           | 0                 | 0                 | 1                 |                   |   |   |                                                                              |